# Olax pendula
Olax pendula är en tvåhjärtbladig växtart som beskrevs av L. S. Smith. Olax pendula ingår i släktet Olax och familjen Olacaceae. Inga underarter finns listade i Catalogue of Life.